# Pronophila orchewitsoni
Pronophila orchewitsoni är en fjärilsart som beskrevs av Adams och Bernard 1979. Pronophila orchewitsoni ingår i släktet Pronophila och familjen praktfjärilar. Inga underarter finns listade i Catalogue of Life.